# Список персонажей романа «Королевская битва»
Основными персонажами романа «Королевская битва» являются ученики третьего класса «Б» младшей средней школы. Действие разворачивается в вымышленном государстве Народная Республика Дальневосточная Азия, которое, судя по всему, представляет собой альтернативную версию тоталитарной Японии. В рамках правительственной программы вымышленного государства здесь каждый год отбираются пятьдесят классов, учеников доставляют на необитаемый остров и заставляют сражаться друг с другом, пока не останется один победитель. В интервью автор романа Косюн Таками рассказывал, что с самого начала придумал только образ главного героя Сюи Нанахары, а остальных «додумывал» по ходу действия.

## Основные персонажи

### Сюя Нанахара
Сюя Нанахара (яп. 七原 秋也 Нанахара Сю:я) — ученик номер 15, главный герой романа. Сюя — один из немногих персонажей, которые выжили в Программе, но, как замечает рецензент журнала Time, это происходит благодаря удачному стечению обстоятельств, а не инстинкту убийцы. Поначалу, после попадания в Программу, Сюя не верит, что его одноклассники действительно будут убивать друг друга, и планирует объединить класс, чтобы придумать какой-то план и бежать с острова. Когда становится ясно, что часть его бывших друзей начала сражаться за победу, Сюя частично оставляет эти планы и старается защитить Норико Накагаву, в которую был влюблён его лучший друг Ёситоки Кунинобу. В книге его оружие — охотничий нож.

### Норико Накагава
Норико Накагава (яп. 中川 典子 Накагава Норико) — ученица номер 15, центральный женский персонаж произведения. Она тайно влюблена в Сюю, как и многие девочки из класса, а к Ёситоки Кунинобу относится по-дружески и не замечает его чувств. Норико ведёт себя тихо и скромно, но преображается в том случае, если Сюе грозит опасность. По словам рецензента сайта «Прочтение», она «воплощает в романе все лучшие качества прекрасной половины — красоту, здравомыслие, проницательность, любовь». В фильме её роль исполняет Аки Маэда. В книге ей в качестве оружия достался бумеранг.

### Сёго Кавада
Сёго Кавада (яп. 川田 章吾 Кавада Сё:го) — ученик номер 5, который перевёлся в их класс за два месяца до начала Программы. На год старше остальных детей. По словам Сюи, «небритой рожей Сёго скорее напоминал бандита». Он необщителен, спокоен и уверен в себе, хотя в классе ходили слухи, что раньше Сёго был крутым «гопником» и пропустил год учёбы из-за страшной драки. Он весь покрыт шрамами, а на левом плече заметны два пулевых ранения. Как выясняют впоследствии Норико Накагава и Сюя, он уже участвовал в одной Программе и вышел победителем, теперь же по несчастливой случайности выбран повторно. Ещё в первый раз его отец, врач, пытался протестовать против участия сына, а потому был убит, хотя по словам инструктора Кинпацу Сакамоти, Сёго сказал: «Скатертью дорога. Он всё равно был ублюдком». Создатель манги Масаюки Тагути описывал этого героя как «своеобразную взрослую версию Сюи»: «Он несколько раз подумает, прежде чем что-то сделать. Он знает, что логика работает не всегда». Судя по тексту романа, отлично разбирается в электронике и компьютерах. Сёго — индивидуалист, но его индивидуализм «всё же опирается на его личную систему ценностей и кодекс чести», поэтому он на протяжении всей Программы защищает Сюю и Норико, а потом помогает им бежать. В книге вооружён дробовиком. В фильме его роль исполняет Таро Ямамото.

### Кадзуо Кирияма
Кадзуо Кирияма (яп. 桐山 和雄 Кирияма Кадзуо) — ученик номер 6, сколотивший собственную банду («Семья Кириямы»). Легендарная личность в городе: прекрасно рисует, играет на скрипке, является лучшим учеником класса и одним из сильнейших спортсменов. Отец Кадзуо был президентом крупной корпорации. Незадолго до его рождения его родители попали в автокатастрофу, и в его мозг ещё до рождения проник шплинт. А его отец и знаменитый доктор, хвалившийся успешно проведённой операцией, в свою очередь не знали о том, что в результате введения шплинта мозг Кадзуо лишился целого участка нервной ткани. Вследствие этого Кадзуо ни разу не испытал ни единой эмоции. В романе Кадзуо кидает жребий, согласно которому он либо выступает против игры, либо вступает в неё. Выпадает последний вариант. Первыми жертвами Кадзуо становятся ребята из его собственной банды. Сакамоти поставил деньги на его победу в Программе. В фильме роль исполняет Масанобу Андо. В фильме его образ несколько изменён. Во-первых, он является не учеником, а добровольцем, играющим ради своего удовольствия. Кроме того, здесь у Кириямы нет своей банды. Во-вторых, в фильме видно, что Кадзуо не чужды человеческие чувства, но они ограничиваются исключительно садистским удовольствием от причинения боли и страданий другим людям. За весь фильм персонаж произносит только одно слово, которое невозможно услышать из-за помех в громкоговорителе, которым он воспользовался.

### Мицуко Сома
Мицуко Сома (яп. 相馬 光子 Со:ма Мицуко) — ученица номер 11, один из главных отрицательных персонажей романа. До Программы она общалась с двумя девочками из класса — Хироно Симидзу и Ёсими Яхаги, вместе с которыми издевалась над одноклассницами, крала и занималась проституцией. В качестве оружия Мицуко достался серп. Она с самого начала хотела одержать победу в Программе, поэтому убила семерых учеников, включая бывшую подругу Ёсими Яхаги и Юитиро Такигути. В книге неоднократно подчёркивается её ослепительная красота — «внешность поп-идола», — а Мицуко пользуется ангельским личиком, чтобы ввести противника в заблуждение, а затем убить ударом в спину. Косюн Таками назвал её своим любимым женским персонажем и добавил, что доволен созданным образом. В фильме её играет Ко Сибасаки.

### Хироки Сугимура
Хироки Сугимура (яп. 杉村 弘树 Сугимура Хироки) — ученик номер 11. Тайно влюблён в девочку по имени Каёко Котохики; большинство одноклассников, заблуждаясь, думало, что Хироки влюблён в Такако Тигусу. В течение всего времени игры разыскивает двух этих девочек: вторая умирает у него на руках, а первая случайно смертельно ранит его.
В фильме роль Хироки исполняет Сосукэ Такаока.

### Синдзи Мимура
Синдзи Мимура (яп. 三村 信史 Мимура Синдзи) — ученик номер 19.  Друг Ютаки Сэто. По словам Масаюки Тагути, Синдзи умён и более мягок, нежели Сюя. В интервью Косюн Таками рассказывал, что Синдзи был одним из его любимых героев, после смерти которого «некоторые читатели… посылали письма, в которых говорили, что… уже не были заинтересованы в дальнейшем действии». Рецензент сайта «Прочтение» назвал Синдзи «определившимся оппозиционером» и добавил, что «его желание противостоять диктатуре понятно, вот только в своей борьбе Мимура уподобляется тем „пламенным революционерам“, что не прощают другим малейших слабостей и в своей нетерпимости во многом смыкаются с ненавистной властью». В фильме его роль исполняет Такаси Цукамото.

### Кинпацу Сакамоти
Кинпацу Сакамоти (яп. 坂持 金発 Сакамоти Кимпацу) — инструктор, который объясняет детям правила «игры». В манге его зовут Ёнэми Камон (яп. 嘉門 米美 Камон Ёнэми), а в фильме — Китано (яп. キタノ) (его роль исполняет Такэси Китано). В книге он описан как коренастый, хорошо сложённый человек с очень короткими ногами. Особенно привлекала внимание причёска: «он носил волосы до плеч, точно женщина в полном расцвете лет».

## Второстепенные персонажи

### Мальчики

#### Ёсио Акамацу
Ёсио Акамацу (яп. 赤松 義生 Акамацу Ёсио) — ученик номер 1 и первый, кто покидает школу после инструктажа. Несмотря на внушительный рост и вес (самый полный в классе), робок, пуглив и труслив. Всегда становился мишенью для шуток и оскорблений. Сразу же после начала «игры» он спрятался на крыше и застрелил Маюми Тэндо из арбалета, таким образом став первым, кто по-настоящему участвовал в Битве. Затем он безуспешно попытался убить Сюю. В интервью Косюн Таками объяснял, что, по его мнению, «главный герой нуждался в небольшом экшене сразу после выхода из школы… Для этого я создал Акамацу — слабого, но опасного парня». В конце концов, Сюя оставляет Ёсио лежащим без сознания около школы, и его добивает Кадзуси Ниида. В фильме его роль исполняет Син Кусака.

#### Кэйта Иидзима
Кэйта Иидзима (яп. 飯島 敬太 Иидзима Кэйта) — ученик номер 2, в качестве оружия получил мясницкий нож (в фильме — дзюттэ). Одиночка и бывший друг Синдзи Мимуры. В конце второго года обучения Синдзи и Кэйта решили сходить в кинотеатр, Кэйта зашёл в книжный магазин за комиксами, а к оставшемуся на улице Синдзи подошли трое старшеклассников и стали требовать денег. Как раз в это время Кэйта вышел из магазина, но понял, что назревает драка, тут же вернулся обратно и даже не вызвал полицию. За этот трусливый поступок Кэйта Иидзима поплатился жизнью: он хотел присоединиться к Синдзи и Ютаке Сэто, но Синдзи решил, что «в этой игре из-за подобной обыденной истории вполне можно погибнуть» и велел Кэйте убираться. Кэйта отказался, тогда Синдзи направил на него пистолет и выстрелил, чтобы припугнуть, но случайно убил мальчика. В фильме его роль исполняет Рэн Мацудава.

#### Тацумити Оки
Тацумити Оки (яп. 大木 立道 О:ки Тацумити) — ученик номер 3, новенький, который от страха потерял контроль над собой и попытался убить Сюю и Норико Накагаву. В схватке с Сюей погиб от собственного топорика (в манге — мачете). В фильме его роль исполняет Гоки Нисимура.

#### Тосинори Ода
Тосинори Ода (яп. 織田 敏憲 Ода Тосинори) — ученик номер 4. Он получил бронежилет, поэтому какое-то время успешно избегал гибели, задушил Хироно Симидзу. Был сыном президента крупной пищевой компании, жил в шикарном доме, считался талантливым скрипачом, побеждал на конкурсах и готовился к поступлению на музыкальный факультет Токийского университета. По характеру заносчив, раздражителен, считает себя гением, а остальных — неудачниками и «вульгарными массами». С ненавистью и презрением относится ко всем одноклассникам, но особенно ненавидит Сюю за привлекательную внешность и любовь к рок-музыке.
Убит Кадзуо Кириямой, который не ограничивался стрельбой в живот, а всегда добивал противников контрольным выстрелом в лицо. В фильме его роль исполняет Сигэхиро Ямагути.

#### Ёситоки Кунинобу
Ёситоки Кунинобу (яп. 国信 慶時 Кунинобу Ёситоки) — ученик номер 7, лучший друг Сюи. Они были друзьями, ещё когда малышами жили в католическом сиротском приюте «Дом милосердия», которым заведовала добрая женщина Рёко Анно. Получил прозвище «Господин Нобу», потому что производил впечатление человека взрослого и умудрённого опытом. Ёситоки очень добр и привязан к Рёко Анно. Погиб ещё до начала Битвы. Он узнал, что Рёко Анно не соглашалась с участием Ёситоки и Сюи в игре, поэтому была изнасилована. Ёситоки в ярости кинулся на инструктора Сакамоти и был моментально застрелен за «оппозицию правительству». Он был тайно влюблён в Норико Накагаву, поэтому после смерти Ёситоки Сюя поклялся защищать Норико. В фильме его роль исполняет Юкихиро Котани.

#### Ёдзи Курамото
Ёдзи Курамото (яп. 倉元 洋二 Курамото Ё:дзи) — ученик номер 8. Тихий мальчик, который встречался с Ёсими Яхаги. В книге его оружием является ржавый кинжал, а в манге — канцелярский нож для резки бумаги. Встретив Ёсими, Ёдзи забрал её пистолет, заявив, что никогда не любил Ёсими. Возлюбленные мирятся, но в этот момент их убивает Мицуко Сома. В фильме его роль исполняет Осаму Ониси.

#### Ютака Сэто
Ютака Сэто (яп. 濑户 丰 Сэто Ютака) — ученик номер 12, главный шутник класса и друг Синдзи Мимуры. Он был влюблён в Идзуми Канаи и после начала Битвы пытался найти её, чтобы спасти от смерти, но не смог, поэтому считал себя трусом и ничтожеством: «Я подумал, с ней ничего такого случиться не может, с ней всё хорошо… я пытался себя в этом убедить». Ютака жаждет отомстить Сакамоти и вместе с Синдзи разрабатывают план уничтожения школы, который рушится из-за Кадзуо Кириямы. Его оружием оказалась обычная вилка. В фильме его роль исполняет Ютака Симада.

#### Юитиро Такигути
Юитиро Такигути (яп. 滝口 優一郎 Такигути Ю:итиро:) — ученик номер 13. Наивный и добрый мальчик, получивший алюминиевую бейсбольную биту (в манге — пистолет Smith & Wesson). В классе он всегда считался придурковатым из-за любви к аниме. Поначалу решил, что безопаснее двигаться по острову ночью, а затем объединился с Тадакацу Хатагами. Практически сразу они столкнулись с Мицуко Сомой, которая чуть не убила Тадакацу серпом. Юитиро не поверил, что Мицуко желает им обоим смерти («твои глаза по-настоящему грустные и добрые»), поэтому защитил её от Тадакацу. В результате Тадакацу, целящийся в Мицуко из револьвера, смертельно ранил Юитиро, так что тот не мог двигаться, а добила его уже сама Мицуко (в манге Мицуко насилует Юитиро перед смертью). В фильме его роль исполняет Дзюнъити Найто.

#### Кадзуси Ниида
Кадзуси Ниида (яп. 新井田 和志 Ниида Кадзуси) — ученик номер 16, спортсмен. Его «оружие» — банджо. На выходе из школы он обнаружил бессознательного Ёсио Акамацу, рядом валялся арбалет; Кадзуси пристрелил Ёсио и забрал арбалет. После встречи с Такако Тигусой он предлагает ей остаться с ним, после отказа угрожает изнасилованием. В результате жестокой схватки, в которой Кадзуси прострелил Такако ляжку, а она выдавила ему глаза, убит ножом для колки льда. В фильме его роль исполняет Хирохито Хонда.

#### Тадакацу Хатагами
Тадакацу Хатагами (яп. 旗上 忠勝 Хатагами Тадакацу) — ученик номер 18; высокий, хорошо сложённый спортсмен, член школьной бейсбольной команды. Получил пистолет Smith & Wesson. До встречи с Мицуко Сомой прятался в паре с Юитиро Такигути. Сначала Мицуко пытается соблазнить Тадакацу и перерезать ему шею бритвой, а затем избивает бейсбольной битой. Он вооружён пистолетом (в манге — битой). В фильме роль исполняет Сатоси Ёкомити.

#### Кёити Мотобути
Кёити Мотобути (яп. 元渕 恭一 Мотобути Кё:ити) — ученик номер 20, староста мальчиков класса. Аккуратный и умный мальчик, который очень старательно занимался. Его отец работал в правительстве префектуры на должности ответственного за охрану окружающей среды, поэтому Кёити думал, что его не могут выбрать для Битвы. Его оружие — Smith & Wesson M&P. Кёити напал на Сюю и был застрелен Сёго Кавадой.

#### Кадзухико Ямамото
Кадзухико Ямамото (яп. 山本 和彦 Ямамото Кадзухико) — ученик номер 21, высокий и симпатичный парень, вооружён «Магнумом» калибра .357. У Кадзухико был давний роман с одноклассницей Сакурой Огавой, и почти сразу после начала этой Битвы они совершили самоубийство, вместе прыгнув с утёса.

#### «Семья Кириямы»
- Хироси Куронага (яп. 黒長 博 Куронага Хироси); актёр в фильме: Юки Масуда[6].

Ученик номер 9, член банды Кадзуо Кириямы, куда также входили Рюхэй Сасагава, Сё Цукиока и Мицуру Нумаи. По мнению Мицуру, полное ничтожество. В книге и в манге его оружие неизвестно, в фильме — кинжал. Ещё во время инструктажа Кадзуо Кирияма передал четверым своим товарищам записку: «Если мы правда на острове, я буду ждать на южном конце», а затем убил всех, кроме Сё, не пришедшего на встречу.
- Рюхэй Сасагава (яп. 笹川 竜平 Сасагава Рю:хэй); актёр в фильме: Го Сиро[6].

Ученик номер 10, убит так же, как и Хироси Куронага. В книге его оружие — Ingram MAC-10, в фильме — пистолет-пулемёт «Узи», в манге — автомат AK-47.
- Сё Цукиока (яп. 月岡 彰 Цукиока Сё:)

Ученик номер 14, гомосексуал и член банды Кадзуо Кириямы. Получил прозвище «Дзуки». Его отец был заведующим гей-бара, так что Сё привык бывать в подобных заведениях. Он считает себя девочкой, уделяет огромное внимание внешности и даже во время Битвы занят тем, что смотрится в зеркальце и поправляет причёску. Постоянно курит сигареты «Вирджиния слимс». Сё, как и четыре его товарища из банды Кадзуо, получил записку с предложением встретиться на южной оконечности острова, но стал единственным, кто на встречу не явился. Таким образом, он не погиб от рук Кадзуо, а двинулся вглубь острова и плутал в лесу некоторое время, затем решил, что «убивать невинных детей — это так вульгарно», а куда лучше будет спрятаться за спиной у Кадзуо и переждать, пока будет убивать остальных. У Сё был талант тихо преследовать людей, поэтому он был уверен, что сможет незаметно красться за Кадзуо, а затем просто убьёт его выстрелом в спину, таким образом, оставшись победителем в игре. Однако Сё попадает в ловушку Кадзуо и оказывается в запретной зоне, поэтому мгновенно погибает от взорвавшегося ошейника. В качестве оружия получил дерринджер.
- Мицуру Нумаи (яп. 沼井 充 Нумаи Мицуру)

Ученик номер 17; был воспитан в многодетной семье, «умом не блистал, и какими-то особыми дарованиями тоже не отличался». Он всегда старался поддерживать свой авторитет в драках и однажды столкнулся сразу с четырьмя учениками на два года старше его. Мицуру прижали к полу и стали для развлечения ломать пальцы на руке, когда появился Кадзуо и с лёгкостью расправился с хулиганами. С тех пор восхищённый Мицуру верно служил Кадзуо, считая себя самым близким его другом и соратником. Получив записку, Мицуру направился к южной оконечности острова, всей душой веря, что Кадзуо найдёт выход из положения и расправится с Сакамоти. В рюкзаке Мицуру нашёл пистолет Walther P-99 и компас. На месте встречи он обнаружил мёртвые тела членов банды и случайно оказавшейся рядом девочки Идзуми Канаи, но до последнего момента верил, что «Босс Кадзуо» не совершал такого предательства. После короткого разговора застрелен Кадзуо.

### Девочки

#### Мидзуо Инада
Мидзуо Инада (яп. 稲田 瑞穂 Инада Мидзуо) — ученица номер 1, подруга Мэгуми Это. Считала себя космической воительницей по имени Прексия Дикианна Мидзуо, единственной представительницей клана святой Дикианны. Носит на груди «магический кристалл» из горного хрусталя (на самом деле обычная стекляшка), через который общается с богом Ахурамаздой. Божество возложило на неё миссию борьбы со злом и наполнило душу космическим светом, теперь Мидзуо должна убить «демона» Кадзуо Кирияму. Однако Кирияма с лёгкостью застрелил её саму. В качестве оружия Мидзуо получила обоюдоострый нож, в её воображении превратившийся в огромный меч. В фильме роль исполняет Цуяко Киносита.

#### Мэгуми Это
Мэгуми Это (яп. 江藤 惠 Это: Мэгуми) — ученица номер 3, маленькая, хрупкая и пугливая. Мэгуми тайно влюблена в Сюю. Она вышла из школы шестой, сразу убежала и спряталась в одном из домов, решив там забаррикадироваться. Мэгуми понимала, что не в состоянии совершить убийство, поэтому надеялась, что сможет хорошо спрятаться и уцелеть. Она пряталась под кухонным столом, когда внезапно вспомнила, что прямо перед поездкой мать купила мобильный телефон; она моментально набрала номер своего дома в надежде дозвониться до родителей, но на другом конце раздался голос инструктора Кинпацу Сакамоти. Мэгуми бросила трубку, а Сакамоти, решив пошутить, перезвонил ей и предложил отключить звук у мобильного, чтобы «случайный звонок» не выдал её местоположение. Звонок Сакамоти услышала Мицуко Сома и убила Мэгуми. По книге её оружием был обоюдоострый нож ныряльщика, в фильме — электрошокер.

#### Сакура Огава
Сакура Огава (яп. 小川 さくら Огава Сакура) — ученица номер 4, возлюбленная Кадзухико Ямамото. Во время инструктажа Сакамоти она передала Кадзухико записку с предложением встретиться на северной оконечности острова. Когда-то давно её отец выступил против правительства и был застрелен полицейскими прямо в доме, на глазах у жены и дочери, поэтому Сакура с самого начала была уверена, что сопротивляться бессмысленно. Она и Кадзухико прыгнули с утёса, совершив самоубийство. В фильме роль исполняет Томоми Симаки.

#### Идзуми Канаи
Идзуми Канаи (яп. 金井 泉 Канаи Идзуми) — ученица номер 5. Идзуми была дочерью городского чиновника, «милой, миниатюрной девочкой», её семья входила в пятёрку самых богатых в городе. Погибла от рук Кириямы: в книге случайно оказалась на пляже, где он назначил встречу членам своей банды, в манге Хироси и Рюхэй сами притащили её к Кирияме, чтобы изнасиловать.
В фильме вместе с Хироси Куронагой, Рюхэем Сасагавой, Сё Цукиокой и Мицуру Нумаи напала на Кирияму, но тот сумел перебить всех противников, а последней застрелил её.
В книге в Идзуми был влюблён Ютака Сэто и хотел отомстить за неё.

#### Юкико Китано
Юкико Китано (яп. 北野 雪子 Китано Юкико) — ученица номер 6, мягкая, добрая девочка. Юкико была лучшей подругой Юмико Кусаки. Вместе они решили убедить своих одноклассников отказаться от битвы. Воспользовавшись мегафоном Юкико, они стали громко объявлять: «Слушайте все! Перестаньте воевать и приходите сюда… Я уверена, что никто не хочет никого убивать. А значит, давайте просто здесь соберёмся…» Их местоположение быстро определил #Кадзуо Кирияма и застрелил обеих. В фильме роль исполняет Юкари Канасава.

#### Юмико Кусака
Юмико Кусака (яп. 日下 友美子 Кусака Юмико) — ученица номер 7. Энергичная, высокая девочка, которая играла под четвёртым номером в школьной софтбольной команде. Погибла вместе с Юкико Китано. В фильме её роль исполняет Мисао Като.

#### Маяк
Юкиэ Уцуми (яп. 内海 幸枝 Уцуми Юкиэ, № 2; оружие: пистолет Hi-Power; актриса: Эри Исикава) вместе с лучшей подругой Харукой Танидзавой (яп. 谷沢 はるか Танидзава Харука, № 12; актриса: Сатоми Исии) собирает небольшую группу девочек, которые прячутся на маяке, отказываясь сражаться. В группу также входили Юка Накагава (яп. 中川 有香 Накагава Ю:ка, № 16; оружие: пистолет Люгера; актриса: Сатоми Ханамура), Сатоми Нода (яп. 野田 聡美 Нода Сатоми, № 17; оружие: Узи; актриса: Саяка Камия), Тисато Мацуи (яп. 松井 知里 Мацуи Тисато, № 19; оружие: пистолет Люгера; актриса: Асами Канаи) и Юко Сакаки (яп. 榊 祐子 Сакаки Ю:ко, № 9; оружие: цианистый калий; актриса: Хитоми Хюга).
В начале Программы Юко Сакаки стала случайной свидетельницей сражения Сюи Нанахары и Тацумити Оки и, увидев мёртвого Тацумити, решила, что его убил Сюя. Когда раненого Сюю приносят в маяк, Юко почти сходит с ума от страха и решает отравить его цианистым калием, но отравленную пищу случайно пробует Юка Накагава. Она умирает практически моментально, а между остальными девочками начинается перестрелка, в которой выживает лишь сама Юко Сакаки. В страхе она убегает от Сюи, забирается на крышу маяка, поскальзывается и падает, а Сюя, несмотря на серьёзные ранения, старается втащить её обратно. Тогда Юка понимает, что он никогда не был убийцей, и осознаёт, что из-за чрезмерной подозрительности стала виновницей смерти подруг. Она вырывается из рук Сюи и погибает, упав с маяка.